# كارل كوخ
كارل فيرنر لوثار كوخ (بالألمانية: Karl Koch)‏ (22 تمّوز/يوليو 1965 - 23 أيّار/مايو 1989) كانَ مُخترقًا ألمانيًا حيثُ داع صيتهُ في ثمانينيات القرن العشرين بعدما تورّطَ في في حادثة تجسس باستعمالِ الكمبيوتر خلال الحرب الباردة.

## السيرة الذاتيّة
وُلد كوخ في هانوفر بألمانيا وترعرعَ هناك. في سنوات طفولته؛ تأثّر كارل بشدة بثلاثية إلوميناتوس للعالِم والكاتبِ روبرت أنتون ويلسون وروبرت شيا. اعتمدَ كارل في تحركّاته وتنقلاتهِ على اسمٍ مُستعارٍ من شخصيّة وردت في الكتاب الذي أثر فيهِ كما سمّى حاسوبه الشخصيّ «FUCKUP» وهي اختصار لعبارة «First Universal Cybernetic-Kinetic Ultra-Micro Programmer». 
كان كوخ مرتبطًا «بشكلٍ فضفاض» بنادي كايوس للحاسوب؛ حيثُ عمل مع بعض المتسللين المعروفين في القيام بعدّة عمليات اختراق فضلًا عن بيعهِ للمعلومات التي حصل عليها من أجهزة الكمبيوتر العسكرية للولايات المتحدة إلى لجنة أمن الدولة في الاتحاد السوفييتي. جلب كوخ الأنظار له بفضلِ نشاطهِ السيبراني الكبير؛ قبل أن تنتهي مسيرته مُبكرًا بعدما عُثر على جثته محروقةً بالكامل في غابةٍ بالقرب من تسيله بألمانيا. سجّلت السلطات في برلين الحالة في سببِ وفاته على أنّها «انتحار»، في حين شكّك الكثير في هذه الرواية حيثُ قيل إن كوخ قُتل من أجل منعه من الاعتراف بالمزيد من المعلومات للسلطات.
انتشرت في وقتٍ لاحقٍ روايةٌ حول آخر أيّام حياته؛ حيثُ ذُكر أن كوخ تركَ مكان عمله مُتجهًا في سيارته لتناول طعام الغداء في أحدِ المطاعم لكّنه لم يعد بعد الظهر مما حدى بصاحب العمل إلى إبلاغِ الشرطة على أنه شخص مفقود. في الوقت ذاته؛ راسلَ أحدهم الشرطة الألمانية مُخبرًا إيّاها عن وجود سيارة مهجورة في غابة بالقرب من تسيله. حقّقت الشرطة في الموضوع في عينِ المكان وتأكّدت من أن السيارة لا تعودُ لكوخ بل هي مهجورة في ذاك المكان منذ سنوات لكنّها عثرت بالقربِ منها على جثة كوخ متفحّمة فوق أرضٍ جافةٍ تبدو عليها أثار النيران.